# Танагрик жовтоголовий
Танагрик жовтоголовий (Chrysothlypis chrysomelas) — вид горобцеподібних птахів родини саякових (Thraupidae). Мешкає в Коста-Риці і Панамі.

## Опис

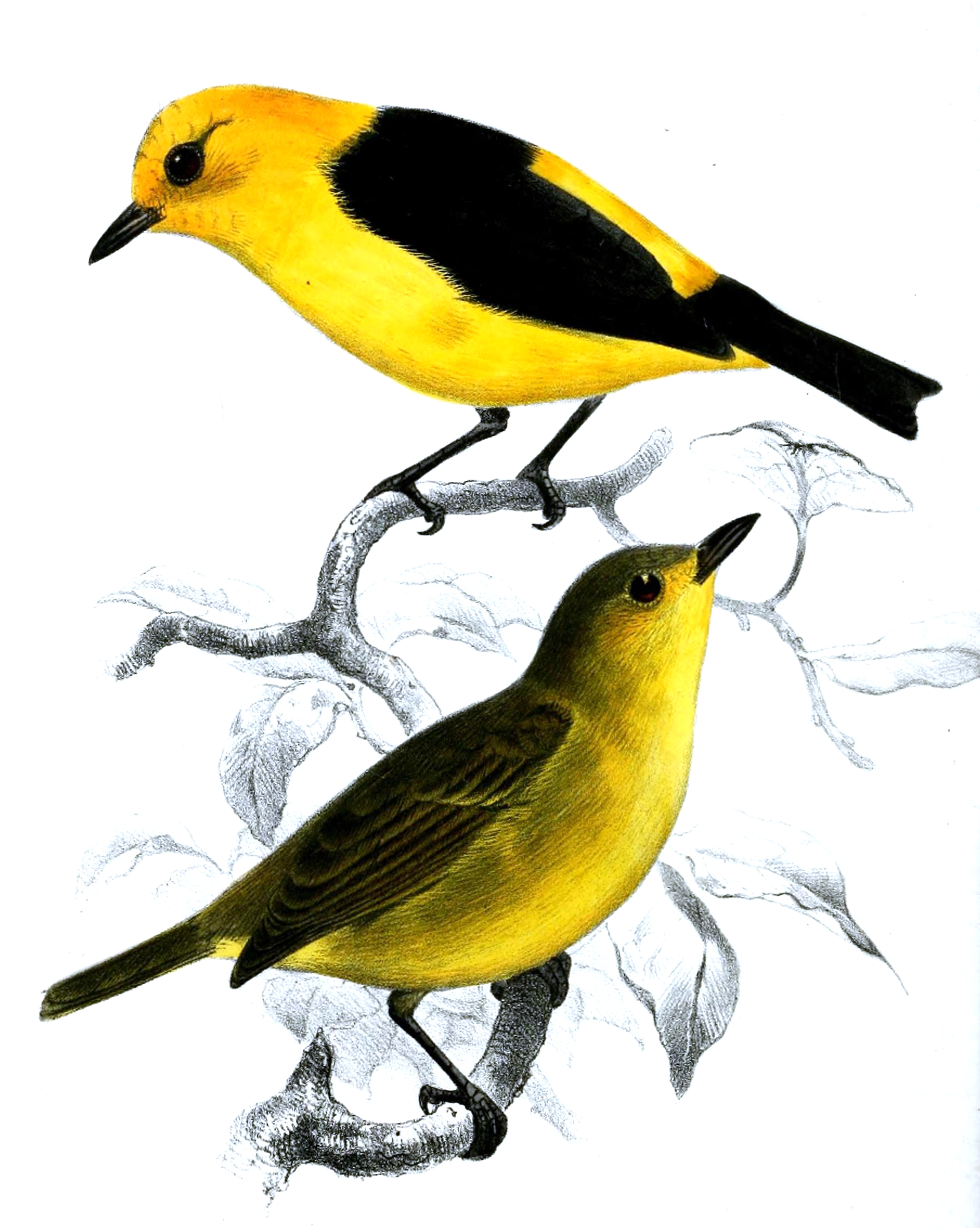
Пара жовтоголових танагриків (самець зверху. самиця знизу)

Довжина птаха становить 12 см, вага 12,5 г. Виду притаманний статевий диморфізм. У самців голова, надхвістя і нижня частина тіла яскраво-жовті, спина, крила і хвіст чорні. Нижні покривні пера крил білі. У самців підвиду C. c. ocularis перед очима є чорні плями. У самиць верхня частина тіла оливкова, нижня частина тіла жовта. У самиць підвиду C. c. titanota горло і нижня частина живота білуваті. Забарвлення молодих птахів подібне до забарвлення самиць.

## Підвиди
Виділяють три підвиди:
- C. c. titanota Olson, 1981 — східні схили гір Коста-Рики і західної Панами;
- C. c. chrysomelas (Sclater, PL & Salvin, 1869) — центральна Панама;
- C. c. ocularis Nelson, 1912 — східна Панама (Дар'єн).

## Поширення і екологія
Жовтоголові танагрики живуть в кронах вологих тропічних лісів і на узліссях. Зустрічаються невеликими зграйками, на висоті від 350 до 1600 м над рівнем моря. Іноді приєднуються до змішаних зграй птахів. Живляться дрібними плодами, комахами і павуками. Гніздо чашоподібне, розміщується на дереві.